# Hebbale, Arkalgud
Hebbale là một làng thuộc tehsil Arkalgud, huyện Hassan, bang Karnataka, Ấn Độ.